# Дарданелльська операція (1915)
Дардане́лльська опера́ція (англ. Gallipoli Campaign) — військова операція, яку почали 1915 року з метою захоплення країнами Антанти, головним чином Великою Британією, чорноморських проток Дарданелли та Босфор, а також Стамбула.

## Передумови операції
Готуючись до кампанії 1915 року, британо-французьке командування звернулось до Російської імперії з проханням про посилення натиску російських військ та відтягнення німецьких дивізій з Західного фронту. Російське командування дало згоду за умови, що союзники проведуть операцію біля Дарданелл та відтягнуть на себе значні сили османів з Кавказького фронту.
Після цього союзне командування ухвалило рішення про проведення морської операції проти Дарданелл. Планувалось, що британо-французький флот форсує Дарданелли і здійснить прорив до Стамбула. Британо-французький флот під командуванням британського адмірала Кардена мав поступово зруйнувати османські берегові форти вогнем корабельної артилерії. Командування Антанти розраховувало, що берегові батареї османів будуть подавлені, а сухопутні війська відступлять до Стамбула, тому використання великих сухопутних сил британо-французи не планували. Головна атака на Дарданелли призначалась на 19 лютого.

## Сили сторін
Для проведення операції у складі флоту Кардена було 11 лінійних кораблів, 1 лінійний крейсер, 4 легких крейсери, 16 ескадрених міноносців, 7 підводних човнів, 1 авіатранспорт з 6 гідролітаками, 21 тральщик, 1 канонерський човен і велика кількість допоміжних суден. Кораблі було розподілено на 3 загони: 2 британських і 1 французький.
Німецько-османське командування для оборони Дарданелл поспіхом перекинуло 1-у та 2-у армії (чисельністю близько 200 000 осіб). Крім того османи приводили у бойову готовність берегові укріплення.

## Початок операції
Операція почалась 19 лютого 1915 року коли британо-французький флот (6 лінкорів, 1 лінійний крейсер) почали обстріл османських фортів. Однак, попри те, що обстріл тривав увесь день, ніяких істотних результатів союзникам він не приніс. Завдати якихось істотних втрат оборонним спорудам османів британо-французькі кораблі не змогли.
Операцію було відновлено 25 лютого, коли союзникам вдалось подавити велику кількість берегових батарей османських військ. Після цього союзні кораблі почали тралення мін у протоці. За тральщиками почали рух 3 лінійних крейсери з метою обстрілу проміжних фортів османських військ, але по них відкрили вогонь важкі гармати османських батарей, внаслідок чого британо-французьким військам довелось відійти.
Після цих подій союзне командування зрозуміло, що такими діями успіху не досягти. Тому 18 березня було призначено генеральну атаку на Дарданелли. Кардена змінив інший британський адмірал Джон де Робек. Союзники отримали підкріплення і звели всі свої кораблі у 3 дивізії, але османське командування також укріпило форти й збільшило кількість мін у протоці.
|  |

## Генеральна атака

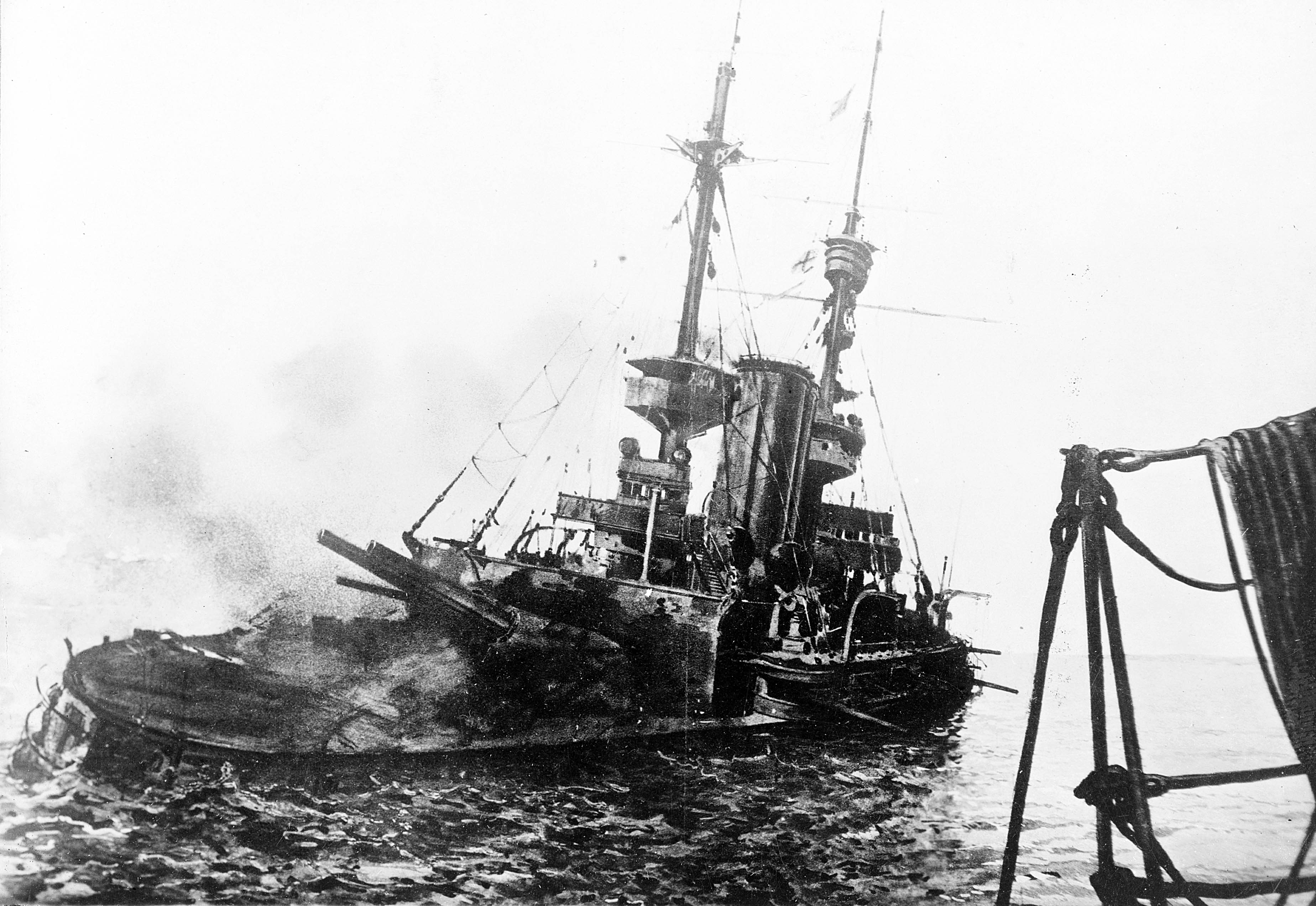
Британський лінкор «Іррезістібл», що тоне після підриву на міні. 18 березня 1915 р.

18 березня о 10:30 союзні кораблі увійшли до протоки. Хоча напередодні й було проведено тралення (тому союзники були впевнені у безпечному проході), сталося неочікуване — османи, які передбачали атаку, вночі відправили невеликий мінний загороджувач, який, із великим ризиком, буквально під носом у супротивника, поставив у протоці 26 мін, які й відіграли вирішальне значення у битві. Після входження до протоки перший загін кораблів відкрив вогонь по берегових батареях, однак османи не відповідали на нього, очікуючи входження до протоки усієї ескадри. Коли це сталося, вона потрапила під шквальний вогонь проміжних батарей (набагато більшого калібру). О 14 годині кораблі 3-ї дивізії пройшли далі від кораблів 1-ї та відкрили вогонь. Однак їх вогонь по берегових укріпленнях був малоефективним, а вогонь османів (із підвищених позицій, в основному по малозахищених палубах кораблів) — нищівним — три кораблі 3-ї дивізії були пошкоджені — лінкор «Сюффрен» отримав тяжкі пошкодження, кораблі «Голуа» і «Буве» підірвались на мінах («Буве» незабаром потонув). У цей час кораблі 1-ї та 2-ї дивізій вели вогонь по фортах. Однак проміжні батареї та позиції польової артилерії османських військ виявились практично не ушкодженими вогнем союзної ескадри, а зазначені дивізії зазнали втрат. Сильно був ушкоджений «Agamemnon», а «Irresistible» та «Ocean», під час спроби розвернутись і вийти з бою, підірвались на мінах, потрапили під вогонь османської артилерії і потонули. О 18 годині Де Робек віддав наказ припинити операцію.
У ході генеральної атаки союзники не досягли поставлених задач і зазнали тяжких втрат: 3 кораблі було втрачено і 3 пошкоджено (фактично, третина флоту). Османи зазнали незначних втрат (було підбито лише 8 гармат на берегових батареях).

## Продовження операції
Попри те, що операція з форсування Дарданелл провалилась, союзне командування не припинило бойові дії. За новим планом британсько-французького командування на півострів Галліполі необхідно було висадити десант, щоб піхотні підрозділи захопили берегові батареї і флот зміг здійснити прорив до Стамбула. Для висадки на Галліполі було вирішено залучити британські, австралійські, новозеландські, індійські та французькі війська. Загальна чисельність десанту становила близько 81 000 чоловік та 178 гармат.
Проте і німецько-османське командування розуміло, що союзники готують десант на Галліполі. Було сформовано нову 5-у армію для захисту Дарданелл. Всю систему османської оборони було посилено, чисельність османських військ у зоні проток було збільшено.

## Висадка десантів

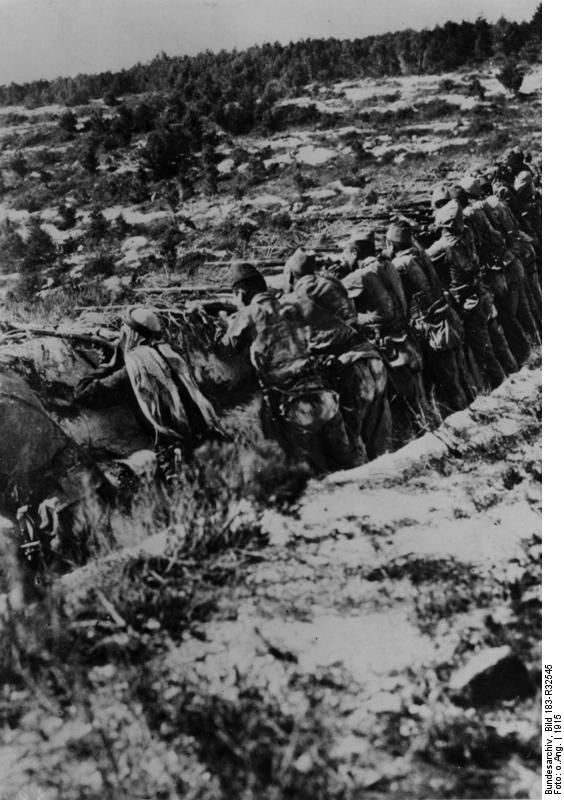
Османська піхота на рубежі

25 квітня 1915 року союзники почали висадку десанту на півострів Галліполі. Узбережжя півострова було розділено на декілька ділянок: Y, X, W, V, S. Здійснивши висадку на ділянці Y, британські війська почали рух до Критії та до ділянки X, щоб з'єднатися з британськими військами, що висаджувались там. Однак до середини дня британські загони потрапили під атаку османських підрозділів 9-ї піхотної дивізії. 26 квітня, зазнавши великих втрат у боях з османами, британські війська відійшли до узбережжя, де повернулись на судна. Попри це своїми активними діями на ділянці Y, британці сприяли досягненню успіху на головних напрямках десантування.
На ділянці S британці мали також лише демонстраційні завдання, однак частини 29-ї піхотної дивізії швидко захопили позиції османів на ділянці. Зайнявши окопи, британці вистояли проти контратак османських військ. Головний десант мав здійснити висадку на ділянці V. Однак там османи мали добре укріплені позиції, і коли почалось десантування, британці потрапили під шквальний кулеметний вогонь. Проте частина сил все ж змогла висадитись і залягти на березі. Османські війська у свою чергу отримали підкріплення і положення британців стало критичним.
На ділянках W та X британці під час висадки також зазнали величезних втрат. Однак до 9 години ранку їм все ж вдалось висадити достатньо сил, щоб взяти передові османські позиції. Після цього британські війська пішли на з'єднання з частинами, що висадились на ділянці V, однак зазнали відчутних втрат, натрапивши на фугаси та дротові загородження. Потім, відбивши несамовиті контратаки османів, британці зуміли закріпитись на березі, однак далі просунутись не змогли.
Висадку біля Габа-Тепе здійснювали частини АНЗАКу. Здійснивши висадку, австралійці та новозеландці захопили передові османські позиції. Однак османські війська, що отримали підкріплення зі складу 19-ї дивізії чинили несамовитий спротив. Командувач Ессад-паша ухвалив рішення кинути всю 19-у дивізію проти британців, що висадились. 12 000 солдат і офіцерів АНЗАКу, здійснивши висадку, при цьому не маючи можливості просунутись вперед, знаходились на території площею 1500 X 500 м, зазнаючи тяжких втрат. Однак попри це висадка нових частин АНЗАКу продовжувалась. Вогонь османської артилерії знищив велику кількість шлюпок, а війська, що висадились протягом 25 квітня відбили 5 османських контратак.
На азійському березі висадились французькі війська. У перший день французам вдалось взяти 2 селища, однак частини 3-ї османської дивізії зупинили їх подальше просування. Однак незабаром було ухвалено рішення щодо залишення азійського берегу. Французькі війська були знову прийняті на кораблі та перевезені на європейський берег.
Після першого дня десантної операції втрати союзників були величезними: близько 18 000 чоловік. 5-а османська армія практично цілком виконала своє завдання. Для того, щоб остаточно скинути десанти супротивника у море, османському командуванню не вистачало засобів.

## Подальші бойові дії

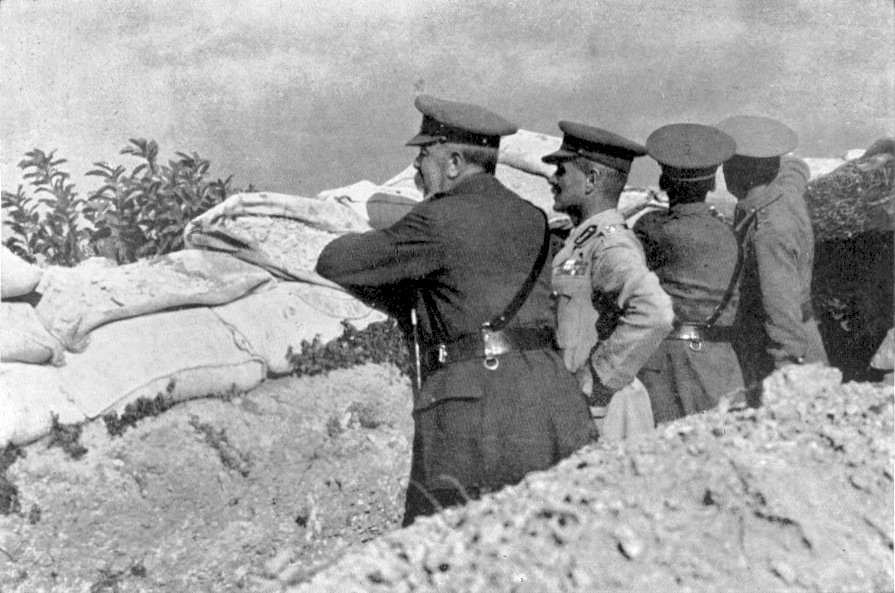
Фельдмаршал Герберт Кітченер і генерал Вільям Бірдвуд на позиціях під час битви при Галліполі 15 листопада 1915 року.

Після висадки десанту британо-французьке командування ухвалило рішення просуватись вглиб півострова. Головною задачею британо-французьких військ стало захоплення селища Критія до прибуття додаткових османських сил на Галліполі. 28 квітня британо-французькі війська почали наступ на Критію. Спочатку союзні підрозділи зайняли околиці Критії, проте османські підкріплення зупинили просування британо-французів. Шалені бої за Критію тривали весь день. Декілька разів османи переходили до контратаки, однак, за допомогою флоту і сенегальських частин французької армії, союзникам вдавалось вистояти. Після того, як стало ясно, що Критію захопити не вдасться, командувач операцією Ян Гамільтон віддав наказ про припинення бою.
У травні британо-французи спробували розширити плацдарми, проте напружені бої, що тривали у травні, не дали бажаних результатів. 6 травня союзники знову здійснили спробу захопити Критію. Однак після тривалих і кровопролитних боїв Критія залишилась у руках османських військ. 4 червня британо-французькі війська знову почали наступ на Критію. Спочатку союзникам вдалось зайняти значну територію вглиб напрямку руху, але незабаром османи за допомогою польової артилерії зупинили їх подальше просування. 5 червня османи провели дві значні контратаки, які було відбито. Пізніше було ухвалене рішення не підтримувати операцію силами флоту, які було відправлено на бази.

## Бої у серпні

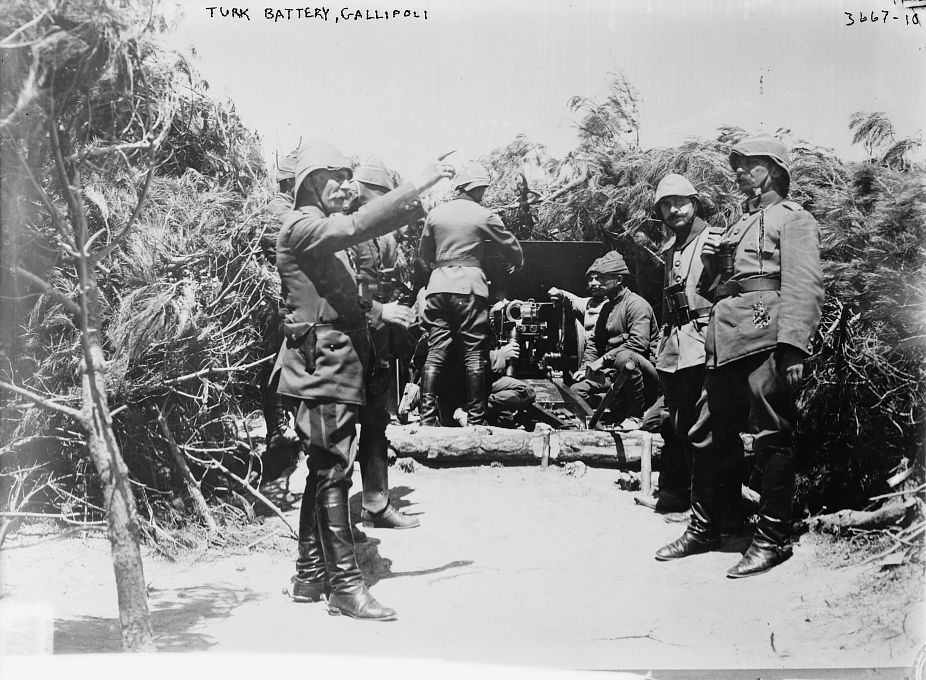
Османська батарея у Галліполі.

Після цих невдач союзне командування вирішило збільшити чисельність військ. Для цього у Галліполі було перекинуто ще 5 дивізій. Підкріплення було вирішено висадити у бухті Сувла. Висадка почалась 6 серпня. Союзні війська біля Габа-Тепе з метою полегшення положення висаджених частин, перейшли у наступ. До 8 серпня було висаджено 10 000 чоловік. У серпні на всіх ділянках фронту зав'язались жорстокі бої. Але просунутись вперед британцям не вдалось. Зазнавши величезних втрат вони призупинили свій наступ. Наприкінці серпня стало зрозуміло, що Дарданелльська операція зазнає невдачі.

## Підсумки
Незабаром було ухвалене рішення про евакуацію десантів з Галліполі. До грудня 1915 року ця робота була фактично завершена. На початку січня 1916 року  було евакуйовано останні частини союзників. Дарданелльська операція завершилась. Перемога у цій битві принесла вигоди Османській і Німецькій імперіям. У Стамбулі та Берліні було влаштовано урочистості на честь перемоги. Значною мірою завдяки цьому успіхові, Болгарське царство вступило до війни на їхньому боці. 
Для Антанти поразка у Дарданелльській операції обернулась значними проблемами.
Супротивники зазнали величезних втрат у ході Дарданелльської операції. Британська імперія втратила 113 000 чоловік вбитими, пораненими, зниклими безвісти та полоненими. Французька республіка ж втратила 27 000 чоловік. Османська імперія втратила 250 000 чоловік.

## У культурі
- Галліполі (фільм)
- Пітер Джексон, режисер кінотрилогії «Володар перснів», збирався зняти продовження фільму «Галліполі». Джексон, чий дідусь брав участь у воєнних діях у Галліполі, мав намір закінчити роботу над фільмом у 2015 році, до 100-ліття Дарданелльської операції.[1]
- Операції присвячено пісню групи «Sabaton» «Cliffs of Gallipoli»